# 福島靖
福島 靖（ふくしま やすし、1982年9月25日 - ）は、日本の経営コンサルタント、営業コンサルタント、著作家、講演家。愛媛県松山市出身。
ザ・リッツ・カールトン東京の元バーテンダー・ソムリエであり、アメリカン・エキスプレス・インターナショナル・インコーポレイテッドにて法人営業を担当し、営業成績で全国トップクラスの成績を収めた経歴を持つ。現在は「福島靖事務所株式会社」の代表取締役を務める。

## 経歴
高等学校3年生時に上京、その後は通信制高等学校を卒業するも大学には進学せず、飲食店等でのアルバイトを経て、2007年にザ・リッツ・カールトン東京にバーテンダーとして入社。その後はウェイターを経てソムリエとなり、約6年間勤務した。
その後、航空会社のパイロットを目指して朝日航空株式会社・パイロット養成課程に入学し訓練生となるが、身体的な理由により断念。2013年、アメリカン・エキスプレス・インターナショナル・インコーポレイテッドに入社し、法人営業に従事。入社当初は営業成績最下位だったが、翌年には全国で紹介件数と顧客満足度の双方でトップとなった。
38歳で同社を退職後、プライベートジェット機の販売・運航を行う株式会社OpenSkyに入社。2023年に独立し、福島靖事務所を創業。2025年には法人化し「福島靖事務所株式会社」を設立、代表取締役に就任した。

## 著書
- 『記憶に残る人になる－トップ営業がやっている本物の信頼を得る12のルール』 ダイヤモンド社、2024年6月5日刊行。ISBN 978-4-478-11903-7[6]

## メディア掲載
- ダイヤモンド・オンラインにて100本以上の記事を連載[7]。
- 2018年には「ニュース3面鏡」特集にてインタビュー記事「トップ営業マンが『馴れ合いビジネスマナー』を捨てた理由」が掲載された[8]。
- 雑誌『BIG Tomorrow』（青春出版社）2017年12月号「デキる営業マン特集」に掲載。
- ログミーBizにてインタビュー記事（全3回）が2024年12月に公開された[9]。